# Stephan Gross Jr.
Stephan Gross Jr. (Ludwigshafen, 9 september 1987) is een professioneel golfer uit Duitsland.
Stephan Gross ging naar het Englisches Institut in Heidelberg en werd lid van de Golf Club St Leon-Rot. Hij studeerde twee jaar aan de Arizona State University, dezelfde universiteit waar ook Phil Mickelson studeerde.

Tijdens zijn zomervakantie in 2008 won hij het Duits Amateur, werd tweede bij de Vodaphone Challenge van de Europese Challenge Tour en won het Europees Amateur op de Esbjerg Golf Club in Denemarken. Met deze Europese overwinning kwalificeerde hij zich voor deelname aan het Brits Open op de Ailsa Course van de Turnberry Golf Club. Daarna volgde nog een jaar bij de 'Sun Devils' in Arizona.

## Professional
Gross werd in 2009 professional en had als amateur handicap +5. Hij haalde de Final Stage van de Tourschool en eindigde op de 16de plaats. Sinds 2010 speelt hij op de Europese PGA Tour, waar hij naast Martin Kaymer en Marcel Siem de derde Duitse speler is. Zijn beste resultaat in 2010 is een 15de plaats bij het Portugees Open in Estoril.

## Gewonnen
Individueel
- 2008: Duits Internationaal Amateur Kampioenschap, Europees Amateur Kampioenschap

Teams
- Palmer Cup: 2009